# Johann Schober
Johann Schober (14. listopadu 1874 Perg – 19. srpna 1932 Baden) byl rakouský policejní důstojník a trojnásobný kancléř Rakouska.

## Kariéra
Ve službách rakouské policie pracoval v roce 1918, těsně před pádem habsburské monarchie se stal jejím prezidentem. Zachovával loajalitu vůči Rakousku po rozpadu Rakousko-Uherska, přesto však zajistil císaři Karlu I. a jeho rodině bezpečný odchod ze země.
V roce 1921 se stal kancléřem a zároveň ministrem zahraničí, následující rok však musel mandát na jeden den opustit. Mezinárodní uznání získal za svou práci v policejní správě, často je považován za „otce Interpolu“. V roce 1923 svolal, coby vídeňský policejní prezident, druhý kongres Mezinárodní organizace kriminální policie. Na zasedání bylo dohodnuto, že účastníci vytvoří policejní organizaci, která zabezpečí policejní spolupráci v kriminálně-policejní oblasti mezi smluvními státy organizace. Tak vznikl Interpol.
Do funkce kancléře se vrátil jako ministr zahraničí v letech 1929–1930 a poté jako vicekancléř v letech 1930–1932, pracoval ve službách Karla Vaugoina, Otta Endera a Karla Buresche. V březnu 1931 začal projednávat celní unii s Německem, ale na nátlak Francie a Československa od vyjednávání odstoupil.